# Balanophora reflexa
Balanophora reflexa là một loài thực vật có hoa trong họ Balanophoraceae. Loài này được Becc. mô tả khoa học đầu tiên năm 1868.